# Bartomeu Colom
Bartomeu Colom (en castellà, Bartolomé Colón) (1462-1514) fou un cartògraf, germà del descobridor d'Amèrica Cristòfor Colom, i primer governador de l'illa de la Hispaniola.

## Etapa portuguesa
Participà en el viatge de Bartolomeu Dias fins al cap de Bona Esperança de l'agost de 1486 fins al desembre de 1487.

## Bartomeu Colom a Anglaterra i França
Després d'un intent d'assassinar el rei de Portugal en el qual no hi ha cap constància que els Colom prenguessin part, Bartomeu Colom marxà a Anglaterra, segons alguns historiadors, per a oferir-hi el projecte de descobrir les Índies. Al Museu Britànic hi ha un mapa signat el 13 de febrer de 1488 per Barthomeus Columbus de Terra Rubra.
Un cop el rei Enric VII d'Anglaterra va refusar el projecte, Bartomeu es traslladà a oferir-lo al rei Carles VIII de França, on residí a la cort de la regent, Anna de França, fins que a meitats del 1493 rebé una carta de Cristòfor comunicant-li el descobriment i demanant-li que tornés a Barcelona i es presentés davant el rei Ferran "porque sería honrado y acrecentado." Quan arribà a Barcelona els reis el van posar a les ordres d'una petita flota per a marxar a l'encontre del seu germà a Santo Domingo.

## Bartomeu a Amèrica
Quan l'11 de juny de 1496 el virrei Cristòfor Colom retornà a Espanya del segon viatge, en Bartomeu quedà a l'illa de la Hispaniola com a màxima autoritat amb el càrrec de governador general (adelantado).
En absència de Cristòfor Colom, el 1497 esclatà la rebel·lió de Roldán, qui volia prendre l'única caravel·la que hi havia al port per tornar amb un grup de gent perquè no se'ls havien pagat els sous. Combaté contra Bartomeu Colom i Miquel Ballester, i fugí amb els seus, aproximadament cent seguidors, cap a l'interior de l'illa, fent considerables bestieses.
El 31 d'agost de 1498 tornà Cristòfor a Santo Domingo, i pactà una pau amb Roldán, i tots dos enviaren als reis el seu informe (el d'en Colom s'ha perdut). Després d'aquests fets Colom reclamà a la corona l'enviament urgent de funcionaris reials. Després es produïren una sèrie d'enfrontaments entre Roldán i Fernando de Guevara que acabaren en una sèrie de detencions i algun assassinat; Bartomeu Colom va fer tancar setze revoltats en un pou. I en això arribà Bobadilla.
Els reis havien enviat a l'administrador reial Francisco de Bobadilla a la Hispaniola l'any 1500, amb una flota de tres naus, qui arribà el 23 d'agost de 1500 a Santo Domingo. Allí va trobar Diego Colom, germà de l'Almirall, ja que Bartomeu Colom era amb Roldan a Xaraguà reprimint una conspiració, i Cristòfor Colom era a la Concepció. El 24 d'agost Bobadilla va fer llegir a la porta de l'església el seu nomenament com a "pesquisidor" (investigador) reial per a investigar els actes de rebel·lió i reclamà a Diego que li lliurés els presoners. Don Diego va respondre que els nomenaments d'en Cristòfor Colom prevalien sobre els seus. El 15 de Setembre, en arribar Cristòfor, Bobadilla va repetir l'operació, i Colom repetí l'argument ja exposat pel seu germà. Immediatament Bobadilla va fer detenir i encadenar a Diego i Cristòfor Colom, obligant a Cristòfor a escriure a Bartomeu Colom perquè es presentés a Santo Domingo, cosa que l'Almirall va fer. En arribar Bartomeu, va ser detingut i tancat amb els seus germans.
La investigació de Bobadilla consistí a fer tres preguntes a 22 testimonis: la primera era si Colom havia intentat revoltar-se contra ell, la segona era si l'Almirall impedia el bateig dels indígenes, i la tercera era sobre la justícia dels Colom.
A primers d'octubre de 1500 els germans Colom van ser enviats a la península, amb els documents de la investigació de Bobadilla, i també amb la documentació dels processos que Colom havia instruït contra els delinqüents. Colom refusà que li traguessin els grillons en tot el viatge forçat de retorn.
El 25 de novembre de 1500 arribaren altre cop a Espanya, i allí continuaren empresonats fins que, quan se'n van assabentar els reis, manaren alliberar-los i enviar-los 2000 ducats.
El 17 de desembre de 1500 arribaren a Granada i es presentaren davant dels reis. L'Almirall es posà a plorar, però Bartomeu, ni plorà ni s'agenollà, els va dir que l'havien fet venir, que havia perdut set anys de la seva vida en el Nou Món passant penalitats i perills, i que ara que estava tot fet era deshonrat i vexat, reclamà la reparació del seu honor i que se li paguessin tots els sous que li devien, i que si no el necessitaven per a res més, ell volia refer la seva vida.
Per a l'historiador Pablo Emilio Taviani, l'episodi de Bobadilla, és un cop d'estat dels propis reis contra les Capitulacions de Santa Fe signades per ells. Segons la Consuelo Varela, després de trobar la investigació de Bobadilla a Simancas, Colom és menys simpàtic encara. Bobadilla va ser destituït el 3 de setembre de 1501, i el 27 de setembre la corona nomenà a Nicolás de Ovando nou governador de l'Espanyola. L'objectiu d'apartar a Colom del govern de l'illa, s'havia complert.

## Coneixements d'en Bartomeu Colom
Segons Bartomeu Casaus, "era un home molt prudent, esforçat i astut. Remarcada-ment savi en les coses de la mar, i no menys docte en Cosmografia, en fer o pintar cartes i esferes i altres instruments d'aquell art que el seu germà, i fins i tot en algunes coses d'aquestes l'excedia. Era més alt que mitjà, era honrada i autoritzada persona, encara que no tant com l'Almirall".
Hi ha dues anècdotes que ens indiquen que els Colom tenien un coneixement anterior de les terres americanes: Quan Colom és a Barcelona escriu al seu germà Bartomeu a París, dient-li que no el pot esperar i que ja es trobaran a Santo Domingo.
L'altre és una altra carta de Bartomeu a Cristòfor dient-li que busqui el pas a l'altre oceà a l'altura de l'actual Nicaragua. Colom el va buscar en el quart viatge, però no el va trobar, però just en aquest punt hi ha un llac del qual surten dos rius, un desemboca a l'Atlàntic i l'altre al Pacífic. El pas existia i en Bartomeu el coneixia.

## Documentació biogràfica sobre Bartomeu Colom
No consta cap informació sobre ell als arxius genovesos.
Segons el seu propi testimoni als Plets Colombins, Bartomeu havia nascut el 1462.
L'única descendència d'en Bartomeu Colom, va ser una dona de nom desconegut, il·legitima, nascuda al voltant del 1508 a Sevilla, i morta després de 1511 a Sevilla.
Bartomeu mor l'octubre de 1514 a Santo Domingo; enterrat a l'església de Sant Francesc de Santo Domingo com a solter, governador (Adelantado) de l'illa de la Hispaniola.

## Bartomeu era el germà petit
Segons els estudis de l'ADN, i les anàlisis forenses de les restes de Diego Colom fets pel prof. Miguel C. Botella, professor d'Antropologia Física de la Universitat de Granada les restes atribuïdes a Diego Colom descriuen: ... a una persona d'uns 65 anys., per tant si Diego Colom morí el 21 de febrer de 1515 a Sevilla (Andalusia), hauria nascut l'any 1450. Del que es desprèn que en Bartomeu i no en Diego devia ésser el germà petit.